# Ефект Жамена
Ефе́кт Жаме́на (рос. эффект Жамена; англ. Jamin effect; нім. Gamen–Effekt) — явище виникання додаткового поверхневого опору переміщенню нафти, насиченої газом, по тонкопоровому пласту під час проходження через звужені місця порових каналів. Газована (насичена газом) рідина (тобто рідина з бульбашками газу) вузькими капілярними каналами рухається повільніше, ніж рідина без бульбашок. Суть явища полягає в зміні поверхневого натягу й капілярності. Деформація бульбашок газу викликає перепад тиску
{\displaystyle \Delta p=2\sigma \cdot \cos \theta \cdot \left({{\frac {1}{r_{1}}}-{\frac {1}{r_{2}}}}\right)},
який протидіє рухові рідини, сповільнює його,
де σ — поверхневий натяг на межі рідкої і газової фаз, Н/м; r1, r2 — радіуси кривини краплі з протилежних сторін, м; θ — крайовий кут змочування. Отже, з боку меншого радіуса кривини r1 капілярний тиск буде більший, ніж з протилежного, де радіус r2 — більший. Це створює додатковий опір у порах, на подолання якого треба прикласти тиск Δp.

## Інтернет-ресурси
- Ефект Жамена